# Brenthis daphne
Brenthis daphne là một loài bướm ngày thuộc họ Nymphalidae. Nó được tìm thấy ở miền Cổ bắc, for châu Âu the range is limited tới miền nam parts of the continent.
Chiều dài cánh trước là 21–26 mm. Chúng bay từ tháng 5 đến tháng 8 tùy theo địa điểm.
Ấu trùng có thể ăn các loài Rubus và Viola.

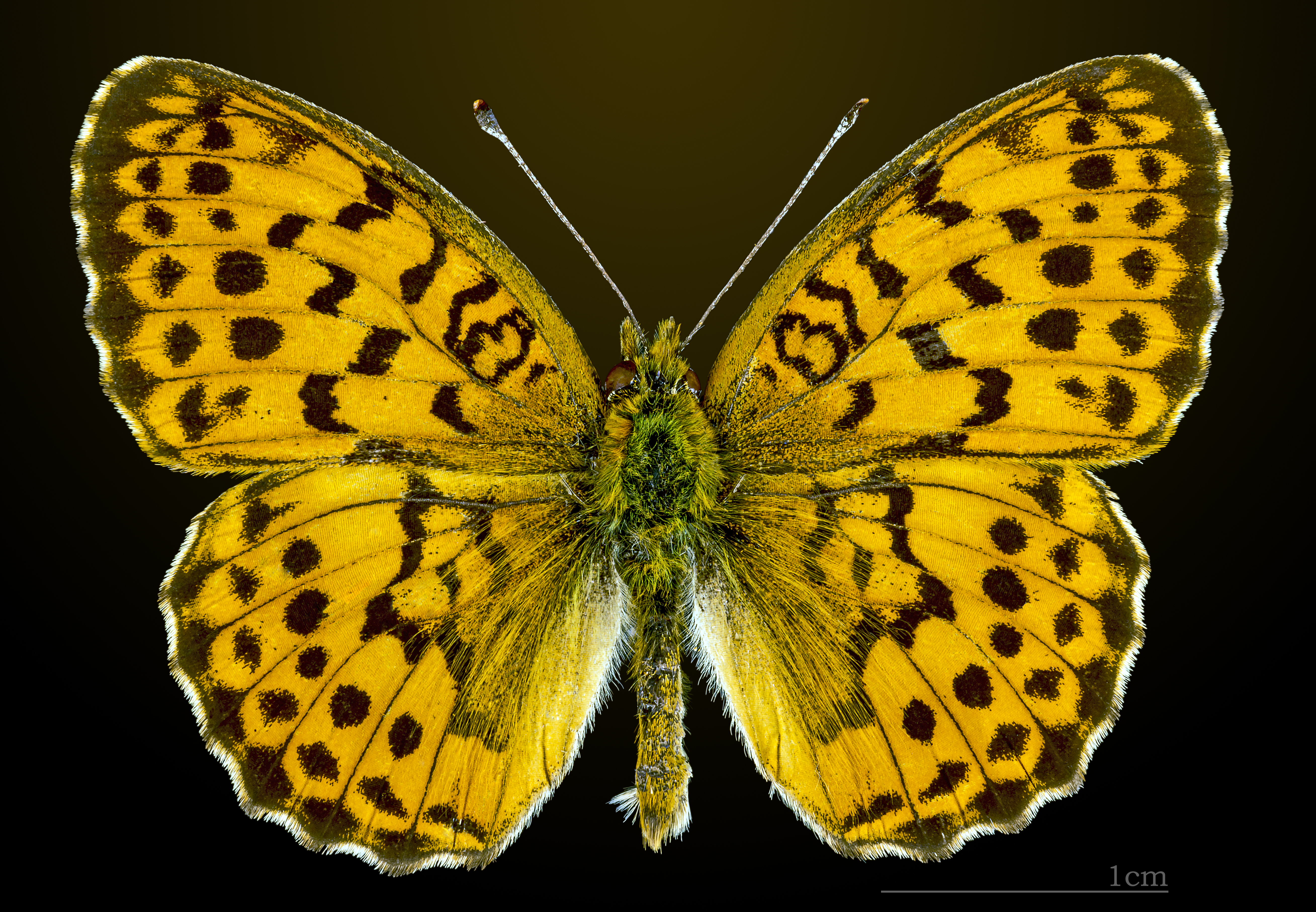
Brenthis daphne
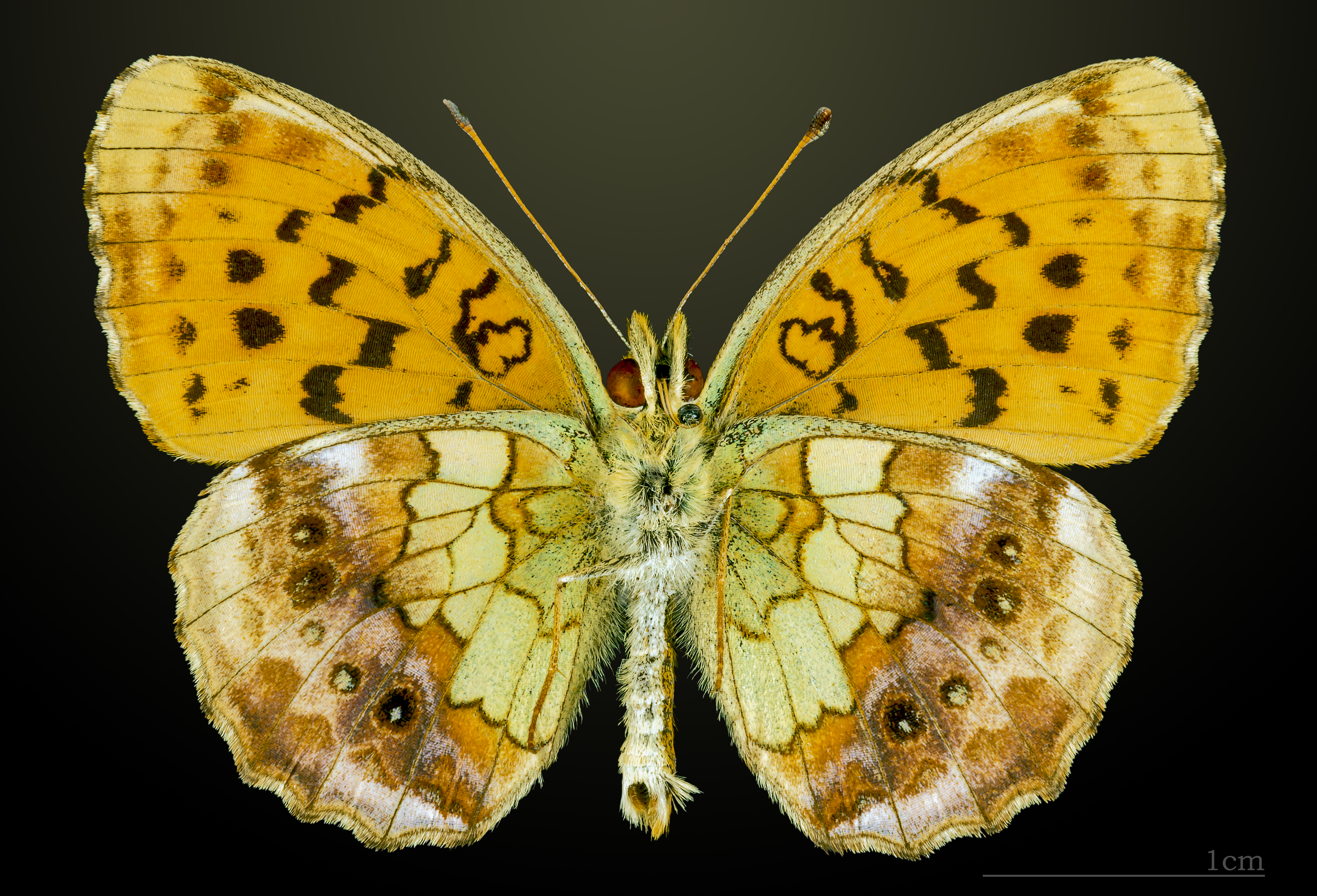
△ Brenthis daphne
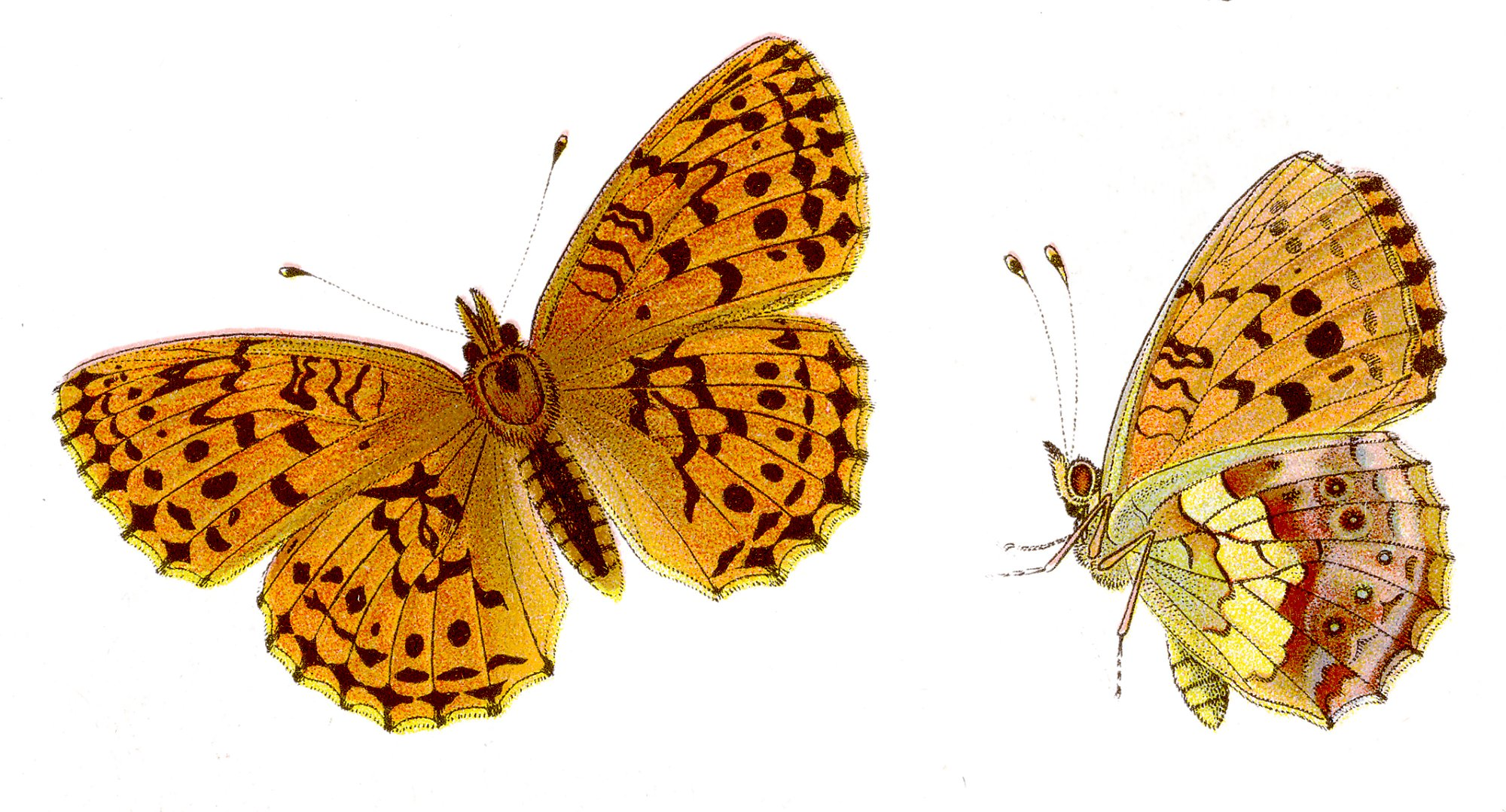